# Бурас-Трајумф (Луизијана)
Бурас-Трајумф (енгл. Buras-Triumph) је бивше насељено место без административног статуса у америчкој савезној држави Луизијана.

## Демографија
По попису из 2000. године број становника је 3.358.
| Група             | 2000.         | 2010.    |
| Белци             | 2.380 (70,9%) | 0 (0,0%) |
| Афроамериканци    | 366 (10,9%)   | 0 (0,0%) |
| Азијати           | 413 (12,3%)   | 0 (0,0%) |
| Хиспаноамериканци | 37 (1,1%)     | 0 (0,0%) |
| Укупно            | 3.358         | 0        |